# Ouemtenga (Bourzanga)
Pour les articles homonymes, voir Ouemtenga.
Ouemtenga est une localité située dans le département de Bourzanga de la province de Bam dans la région Centre-Nord au Burkina Faso. Lors du recensement de 2006, on y a dénombré 348 habitants.